# Pave Clemens 3.
Clemens 3. (latin for "mild") (født omkring 1130 i Rom og døbt Paolo Scolari, død 27. marts 1191) var pave fra den 19. december 1187 til sin død.
Clemens 3. var ved pavevalget i 1187 kardinalbiskop af Praeneste, vore dages Palestrina, og han blev valgt to dage efter pave Gregor 8.s død i Pisa. Clemens overførte i 1188 pavestolen fra Pisa til Rom, og klarede i 1189 at genopprette freden mellem kirken og det tysk-romerske kejserrige.

## Virke
Kun nogle måneder inden Clemens blev valgt til pave, havde den muslimske hærfører Saladin besejret korsfarerhæren i slaget ved Hattin, og derefter erobrede hovedstaden - den hellige by Jerusalem - i kongedømmet Jerusalem. Clemens satte sig så i spidsen for korstogsbevægelsen, og fik den tyske kejser Frederik Barbarossa, kong Filip 2. August af Frankrig og Richard Løvehjerte til at tage korset i 1188. Det resulterede i det tredje korstog; men Clemens selv døde i marts 1191 uden at opleve fredsaftalen i 1192.
Han ændrede den skotske kirkes stilling. Tidligere var den underlagt ærkebiskoppen i York; nu hørte den i stedet ind under pavestolen i Rom. Til gengæld gjorde Clemens den tyske kejser Henrik 4. rasende ved at forære kongedømmet Sicilien til Tancred 1. Krisen blev helt akut ved pavens død i 1191.
Clemens 3. ligger begravet i Laterankirken i Rom.

## Pavens brev i Riksarkivet
I Riksarkivet i Oslo opbevares et brev fra pave Clemens til alle norske gejstlige, dateret 28. januar 1189. Det er det ældste brev, der omhandler Norge, og er bevaret i norske samlinger. I brevet forbyder paven gejstlige at deltage i krigshandlinger med våben i hånd. Deres opgave i felten skal være at give syndsforladelse og uddele sakramenter til de døende. Brevet er skrevet på æselskind, og skriften er karolingisk diplomskrift.
I 1188 indsatte pave Clemens Eirik Ivarsson som ny ærkebiskop, og han tog så afsted på den obligatoriske rejse til Rom for at modtage sit pallium som symbol på sin værdighed. Sandsynligvis har han under opholdet selv bedt om at få dette brev fra paven, idet han lå i strid med kongen om kirkens økonomiske og juridiske frihed, set i forhold til kongemagten. Brevet er skrevet under de norske borgerkrige, hvor det nærmede sig et åbent brud mellem kong Sverre og kirken. I 1190 fandt ærkebiskop Eirik det tryggest at forlade Norge.